# Ренато Бозатта
Ренато Бозатта (італ. Renato Bosatta, 11 лютого 1938) — італійський академічний веслувальник.
Срібний призер Олімпійських Ігор 1960 (розпашні четвірки без стернового), 1964 (розпашні четвірки зі стерновим) років, бронзовий призер 1968 року в складі розпашної четвірки без стернового.
Чемпіон Європи 1961 року в складі розпашної четвірки без стернового, бронзовий призер 1964 року в складі розпашної четвірки зі стерновим.